# Shād Mīāneh
Shād Mīāneh (persiska: شاد میانه, Shād Mehneh) är en ort i Iran.   Den ligger i provinsen Khorasan, i den nordöstra delen av landet, 700 km öster om huvudstaden Teheran. Shād Mīāneh ligger 1 187 meter över havet och antalet invånare är 273.
Terrängen runt Shād Mīāneh är platt.Runt Shād Mīāneh är det ganska tätbefolkat, med 56 invånare per kvadratkilometer. Närmaste större samhälle är Nīshābūr, 15,8 km nordväst om Shād Mīāneh. Omgivningarna runt Shād Mīāneh är i huvudsak ett öppet busklandskap.